# Alfa Romeo Racing C39
O Alfa Romeo Racing C39 é o modelo de carro de corrida construído pela equipe da Alfa Romeo para a disputa do Campeonato Mundial de Fórmula 1 de 2020, foi pilotado por Kimi Räikkönen e Antonio Giovinazzi, com Robert Kubica atuando como o piloto reserva da equipe. As primeiras imagens do C39 foram divulgadas no dia 14 de fevereiro, mas seu lançamento oficial ocorreu em 19 de fevereiro. Sua estreia estava inicialmente programada para acontecer no Grande Prêmio da Austrália de 2020, mas devido a pandemia de COVID-19, sua estreia ocorreu somente no Grande Prêmio da Áustria, a primeira prova da temporada de 2020.
A pandemia também causou o adiamento dos regulamentos técnicos que estavam planejados para serem introduzidos em 2021. Com isso, sob um acordo entre as equipes e a FIA, os carros com especificações de 2020 — incluindo o C39 — tiveram sua vida útil estendida para competir em 2021, com a Alfa Romeo produzindo um chassi atualizado denominado Alfa Romeo Racing C41.